# 프라하 선언
프라하 선언(Manifesto de Prago)은 에스페란토 운동이 목표로 하는 다국어주의에 대한 7가지 원칙을 제시한 선언이다. 1996년 세계 에스페란토 대회에서 승인된 이 선언은 불로뉴 선언(1905년)과 뮌헨 선언(1951년)의 뒤를 이어 세계 에스페란토 대회에서 승인된 세 번째 선언이자 2012년까지 가장 최근에 승인된 선언이다.

## 역사
프라하 선언은 미국 태생의 교육학 교수인 마크 페츠(Mark Fettes)가 저술하였다. 이는 체코 프라하에서 열린 1996년 제81차 세계 에스페란토 대회에서 안건으로 토의되어 1996년 7월 20일 세계 에스페란토 협회(UEA) 위원회(Komitato)에서 승인되었고 대회 마지막 날인 7월 27일 결의문에도 포함되었다. 그러나 대회 기간 동안에는 대회에 참여한 2,972명 가운데 오직 550명만이 이 선언에 개인으로서 서명하였다. 대회가 끝난 지 1년이 가까이 된 1998년 5월 15일에 11,111번째의 서명이 추가되었고, 2005년에 들어서는 13,000명 이상이 이 선언에 서명하였다.

## 내용
프라하 선언은 "올바르고 효율적인 언어 질서에 불가결한"(esencaj por justa kaj efika lingva ordo) 7가지 원칙을 나열한다. 이러한 원칙은 기존의 민족어로는 달성하지 못하고 에스페란토와 같은 국제 인공어로만 달성할 수 있다고 주장한다. 이 7개의 원칙은 다음과 같다.
1. 민주주의(demokratio) — 세계적 의사 소통에 있어서 어떤 하나의 민족어만을 사용하는 것은 불공평하고 민주주의적이지 않다.
2. 다국적 교육(transnacia edukado) — 민족어는 어떤 특정한 문화 및 세계관과 연관돼 있으므로 여러 언어를 배우는 것은 개인의 시야를 넓힌다. 특히, 에스페란토는 국제어로서 범세계적인 세계관을 기른다.
3. 교육학적 효율성(pedagogia efikeco) — 민족어는 배우기가 힘들지만 에스페란토는 배우기가 쉽다. 또한 에스페란토를 먼저 배우면 다른 민족어를 배우는 데도 도움을 준다.
4. 다국어주의(plurlingveco) — 모든 사람들은 외국어를 익힐 수 있는 기회를 제공받아야 한다.
5. 언어에 대한 권리(lingvaj rajtoj) — 세력이 강한 언어도 있고 약한 언어도 있다. 이러한 언어의 세력의 불평등은 평등권을 침해한다. 에스페란토는 이러한 문제를 해결하는 데 도움을 준다.
6. 언어의 다양성(lingva diverseco) — 모든 언어는 고유의 가치를 지니며 보호받을 권리를 가진다.
7. 인류 해방(homa emancipiĝo) — 수많은 민족어의 배타적 사용은 개개인의 소통을 제한한다. 에스페란토는 이러한 제약을 없애는 데 도움을 준다.

## 원문
| Manifesto de Prago de la movado por la internacia lingvo Esperanto | 국제어 에스페란토 운동에 대한 프라하 선언 |
| Ni, anoj de la tutmonda movado por la progresigo de Esperanto, direktas ĉi tiun manifeston al ĉiuj registaroj, internaciaj organizaĵoj, kaj homoj de bona volo, deklaras nian intencon firmvole plu labori por la celoj ĉi tie esprimitaj, kaj invitas ĉiun unuopan organizaĵon kaj homon aliĝi al nia strebado. Lanĉita en 1887 kiel projekto de helplingvo por internacia komunikado, kaj rapide evoluinta en vivoplenan, nuancoriĉan lingvon, Esperanto jam de pli ol jarcento funkcias por kunligi homojn trans lingvaj kaj kulturaj baroj. Intertempe la celoj de ĝiaj parolantoj ne perdis gravecon kaj aktualecon. Nek la tutmonda uzado de kelkaj naciaj lingvoj, nek progresoj en la komunikad-tekniko, nek la malkovro de novaj metodoj de lingvo-instruado verŝajne realigos jenajn principojn, kiujn ni konsideras esencaj por justa kaj efika lingva ordo. | 전 세계 에스페란토의 발전을 위한 운동의 일원인 우리는 이 선언을 각국 정부와 국제 기구, 그리고 모든 인도주의자들에게 공표하고 이 선언에 표현된 목표를 향하여 나아갈 것임을 선언하며 모든 단결한 조직과 우리의 노력에 동참하려는 모든 사람들을 환영한다. 에스페란토는 1887년 국제 소통을 원활히 하기 위한 보조어로서 창시되었으며 곧 활발하고 섬세한 언어로 발전하였다. 에스페란토는 이미 100년이 넘도록 언어와 문화의 장벽을 넘어 사람들과 소통하는 역할을 해 왔다. 그러나 아직도 이러한 에스페란토의 목표는 그 중요함과 긴급함을 조금도 잃지 않았다. 일부 민족어의 광역적 사용·통신 기술의 발달·새로운 언어 교육 기법의 발견도, 우리가 올바르고 효율적인 언어 질서에 불가결하다고 여기는 다음과 같은 원칙들을 달성하지 못한다. |
| 1. DEMOKRATIO. Komunika sistemo kiu tutvive privilegias iujn homojn sed postulas de aliaj ke ili investu jarojn da penoj por atingi malpli altan gradon de kapablo, estas fundamente maldemokratia. Kvankam, kiel ĉiu lingvo, Esperanto ne estas perfekta, ĝi ege superas ĉiun rivalon en la sfero de egaleca tutmonda komunikado.Ni asertas ke lingva malegaleco sekvigas komunikan malegalecon je ĉiuj niveloj, inkluzive de la internacia nivelo. Ni estas movado por demokratia komunikado. | 1. 민주주의일부에게 특권을 부여하고 나머지는 수년간 노력을 투자해도 열등한 능력밖에 얻지 못하게 하는 언어 체제는 근본적으로 비민주주의적이다. 다른 모든 언어처럼 에스페란토는 완벽하지 않지만 범세계적 의사 소통에 있어서는 다른 모든 언어를 능가한다.언어의 불평등은 국제적 규모를 포함한 모든 규모의 소통에 대한 불평등을 초래한다고 우리는 선언한다. 우리는 민주적 소통을 지지한다. |
| 1. TRANSNACIA EDUKADO.Ĉiu etna lingvo estas ligita al difinita kulturo kaj naci(ar)o. Ekzemple, la lernejano kiu studas la anglan lernas pri la kulturo, geografio kaj politiko de la anglalingvaj landoj, precipe Usono kaj Britio. La lernejano kiu studas Esperanton lernas pri mondo sen limoj, en kiu ĉiu lando prezentiĝas kiel hejmo.Ni asertas ke la edukado per iu ajn etna lingvo estas ligita al difinita perspektivo pri la mondo. Ni estas movado por transnacia edukado. | 1. 다국적 교육모든 민족어는 특정한 문화와 나라(들)에 연관되어 있다. 예를 들어 영어를 공부하는 학생은 영어 문화권(주로 미국과 영국)의 문화·지리·정치를 익히게 된다. 에스페란토를 공부하는 학생은 제한 없이 누구나 친숙한 전세계에 대하여 배운다.특정 민족어를 통한 교육은 특정한 세계관과 연관되어 있다고 우리는 선언한다. 우리는 다국적 교육을 지지한다. |
| 1. PEDAGOGIA EFIKECO.Nur malgranda procentaĵo el tiuj kiuj studas fremdan lingvon, ekmastras ĝin. Plena posedo de Esperanto eblas eĉ per memstudado. Diversaj studoj raportis propedeutikajn efikojn al la lernado de aliaj lingvoj. Oni ankaŭ rekomendas Esperanton kiel kernan eron en kursoj por la lingva konsciigo de lernantoj.Ni asertas ke la malfacileco de la etnaj lingvoj ĉiam prezentos obstaklon por multaj lernantoj, kiuj tamen profitus el la scio de dua lingvo. Ni estas movado por efika lingvoinstruado. | 1. 교육학적 효율성외국어를 배우는 이 가운데 오직 소수만이 외국어를 유창하게 구사한다. 그러나 에스페란토는 독학을 통해서도 능숙히 구사할 수 있다. 다양한 연구 결과에 따르면 에스페란토를 먼저 배우는 것이 다른 언어를 배우는 데 효과가 있다고 한다. 또한 다른 과목에서, 약간의 기초 에스페란토를 학습자의 언어적 자각심을 일깨우기 위하여 포함시키는 것도 추천할 만하다.민족어의 난해함이 다개국어 구사의 이득을 얻는 데 방해가 된다고 우리는 선언한다. 우리는 효율적인 언어 교육을 지지한다. |
| 1. PLURLINGVECO.La Esperanto-komunumo estas unu el malmultaj mondskalaj lingvokomunumoj kies parolantoj estas senescepte du- aŭ plurlingvaj. Ĉiu komunumano akceptis la taskon lerni almenaŭ unu fremdan lingvon ĝis parola grado. Multokaze tio kondukas al la scio de kaj amo al pluraj lingvoj kaj ĝenerale al pli vasta persona horizonto.Ni asertas ke la anoj de ĉiuj lingvoj, grandaj kaj malgrandaj, devus disponi pri reala ŝanco por alproprigi duan lingvon ĝis alta komunika nivelo. Ni estas movado por la provizo de tiu ŝanco. | 1. 다국어주의에스페란토 공동체는 모든 일원이 다개국어를 구사하는 몇 안되는 세계적 언어 공동체의 하나다. 모든 구성원은 최소한 하나의 외국어를 회화 수준 이상으로 배운다. 이는 다개국어에 대한 지식과 애착을 기르고 더 나아가 개인적 시야를 넖히는 데 도움을 준다.크고 작은 모든 언어의 사용자가 외국어를 능통하게 익힐 기회를 가져야 한다고 우리는 선언한다. 우리는 이러한 기회를 마련하는 것을 지지한다. |
| 1. LINGVAJ RAJTOJ.La malegala disdivido de potenco inter la lingvoj estas recepto por konstanta lingva malsekureco, aŭ rekta lingva subpremado, ĉe granda parto de la monda loĝantaro. En la Esperanto-komunumo, la anoj de lingvoj grandaj kaj malgrandaj, oficialaj kaj neoficialaj, kunvenas sur neutrala tereno, dank' al la reciproka volo kompromisi. Tia ekvilibro inter lingvaj rajtoj kaj respondecoj liveras precedencon por evoluigi kaj pritaksi aliajn solvojn al la lingva malegaleco kaj lingvaj konfliktoj.Ni asertas ke la vastaj potencodiferencoj inter la lingvoj subfosas la garantiojn, esprimitajn en tiom da internaciaj dokumentoj, de egaleca traktado sendistinge pri la lingvo. Ni estas movado por lingvaj rajtoj. | 1. 언어에 대한 권리각 언어의 불평등한 세력 분배 때문에 세계 인구의 상당수는 모어가 위협받거나 아예 억압되는 수난을 겪는다. 에스페란토 공동체에서는 크고 작은 공식적이거나 비공식적인 언어들의 사용자들이 서로 타협하여 중립적 지대에서 만날 수 있다. 이러한 언어에 대한 권리와 의무의 평형은 언어 불평등 및 언어 갈등에 대한 다른 해법을 발전시키고 평가할 수 있는 선례를 제공한다.언어 간의 세력의 크나큰 불균형은 각종 국제 문서에 명시된 언어 평등권을 침해한다고 우리는 선언한다. 우리는 언어에 대한 권리를 지지한다. |
| 1. LINGVA DIVERSECO.La naciaj registaroj emas konsideri la grandan diversecon de lingvoj en la mondo kiel baron al komunikado kaj evoluigo. Por la Esperanto-komunumo, tamen, la lingva diverseco estas konstanta kaj nemalhavebla fonto de riĉeco. Sekve, ĉiu lingvo, kiel ĉiu vivaĵospecio, estas valora jam pro si mem kaj inda je protektado kaj subtenado.Ni asertas ke la politiko de komunikado kaj evoluigo, se ĝi ne estas bazita sur respekto al kaj subteno de ĉiuj lingvoj, kondamnas al formorto la plimulton de la lingvoj de la mondo. Ni estas movado por lingva diverseco. | 1. 언어의 다양성각국의 정부들은 세계 언어의 다양함을 소통과 발전에 대한 장애물로만 생각한다. 그러나 에스페란토 공동체에게는 언어의 다양성은 끊임없고 필수적인 풍요로움의 근원이다. 그러므로 모든 언어는 (생명체의 종과 마찬가지로) 고유의 가치를 지니며 보호되고 뒷받침되어야 한다.소통과 발전을 추구하는 정치적 세력들이 언어에 대한 존엄과 지지에 바탕을 두지 않으면 세상의 수많은 언어들을 멸종시킬 수 있다고 우리는 선언한다. 우리는 언어의 다양성을 지지한다. |
| 1. HOMA EMANCIPIĜO.Ĉiu lingvo liberigas kaj malliberigas siajn anojn, donante al ili la povon komuniki inter si, barante la komunikadon kun aliaj. Planita kiel universala komunikilo, Esperanto estas unu el la grandaj funkciantaj projektoj de la homa emancipiĝo aŭ projekto por ebligi al ĉiu homo partopreni kiel individuo en la homara komunumo, kun firmaj radikoj ĉe sia loka kultura kaj lingva identeco, sed ne limigite de ili.Ni asertas ke la ekskluziva uzado de naciaj lingvoj neeviteble starigas barojn al la liberecoj de sinesprimado, komunikado kaj asociiĝo. Ni estas movado por la homa emancipiĝo. | 1. 인류 해방모든 언어는 그 사용자들을 해방시키기도 하고 제약시키기도 한다. 언어는 같은 언어를 쓰는 사람과 소통을 가능하게 하지만 다른 언어를 쓰는 사람과는 소통을 막는다. 만인의 소통 수단으로 설계된 에스페란토는 인류 해방에 대한, 다시 말해 그 누구나 개인으로서 인류 공동체에 참여할 수 있도록 하는, 가장 큰 사업 가운데 하나다. 에스페란토를 사용한 이러한 참여는 개인의 지역적 문화와 언어적 정체성에 바탕을 두지만 이로서 제약받지 않는다.민족어만의 배타적인 사용은 필연적으로 자기 표현과 소통, 집회의 자유를 침해한다고 우리는 선언한다. 우리는 인류의 해방을 지지한다. |